# 鲁基乡
鲁基乡，是中华人民共和国四川省凉山彝族自治州喜德县下辖的一个乡镇级行政单位。

## 行政区划
鲁基乡下辖以下地区：
中坝村、依洛洛村、鲁基村、大埂村和坛罐窑村。